# Badari-kultúra

A Badari-kultúra helyszíne Egyiptomban

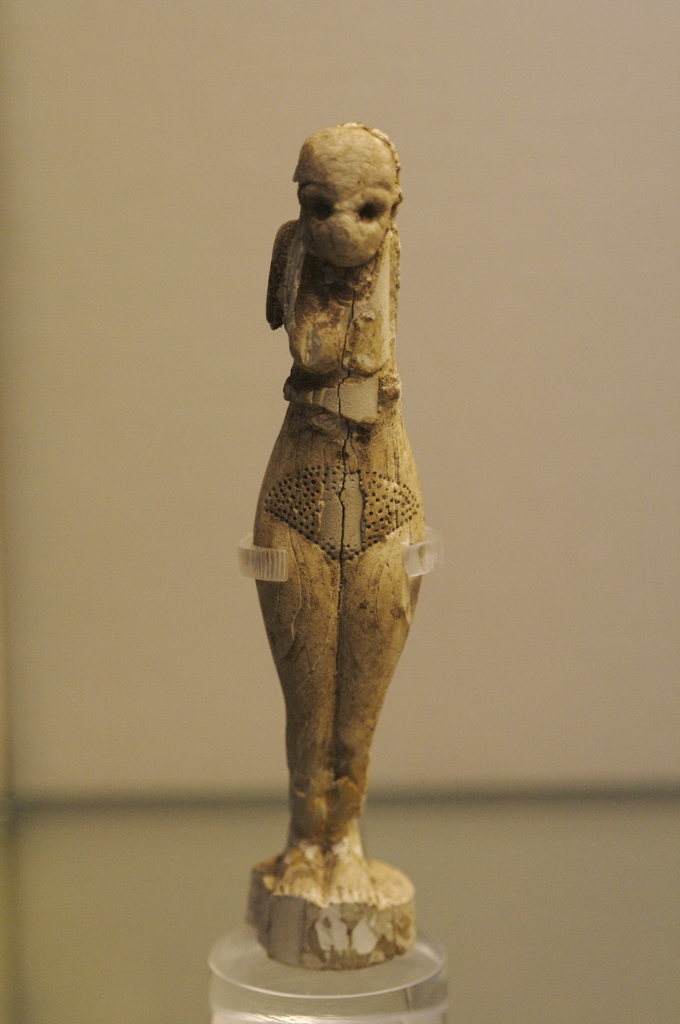
A Badari-kultúra egyik szoborlelete a Britis múzeumból

A Badari-kultúra az utolsó jégkorszakot követő esős időszakok idején jött létre a kőrézkorban. Időszámításunk előtt 4400–4000 között virágzott Felső-Egyiptomban, a Nílus-völgyében, a predinasztikus korban. Legkorábban i. e. 5000 körül jelenhetett meg.

## Története
A Nílus völgyében az utolsó jégkorszakot követő esős időszakok hatására megváltozott természetes környezet, vagyis az esők hatására a sivatag szavannás-ligetes területté változott, majd a Kr. e. 5. évezredben a száradási folyamat megindulásával kialakult a letelepült, földművelő életmód. Ekkor vált el egymástól a földrajzilag is különböző északi (Nílus-delta, Alsó-Egyiptom) és déli (Nílus-völgy, Felső-Egyiptom) részek fejlődése. Míg északon először a Fajjum A és a Merimde-kultúra (Merimde beni-Szalame) telepei jelentek meg, addig Egyiptom déli részén a Badari-kultúra vette kezdetét, amelyet majd a Nagada I-II. és III. időszakai követtek.
Itt a Nílus-völgy déli részén bukkantak fel az első rézeszközök, a későbbi jellegzetes egyiptomi kultúrák előképeként. E kultúrában a réz megjelenése lényeges változás volt még akkor is, ha a használati tárgyaik ezután is főleg kőből és agyagból készültek.
A déli területeken lakók a régészeti leletek tanúsága szerint embertanilag is különböztek az északabbra lakóktól, emellett törzsszövetségeik az északiaktól eltérően már településeiken kívül temetkeztek, gazdag sírmelléklettel, edényeik pedig már díszítettek voltak.
Lakóhelyeik nád-, vagy agyagkunyhók voltak és már faágyakban, derékaljon, bőrpárnákon aludtak. Halottaikat külön temetőben temették el kunyhóikhoz hasonlatos kör alakú sírokban, zsugorított alakban, nyakláncokkal és karkötőkkel ékesítve, agyagkorsókban melléjük temetve az isteneknek szóló áldozatokat. 
A régészek az itt feltárt leggazdagabb sírban már elefántcsontból faragott tárgyakat is találtak, valamint apró kenőcstartó edényeket, állatfejben végződő nyeles kanalakat, durván faragott, vagy agyagból égetett kimeredt szemű, alaktalan végtagokkal rendelkező szobrocskákat, míg a sírok fegyverleletei kovahegyű nyílvesszők és fa bumerángok voltak.
Ők voltak  azok, akik kidolgozták azt a finom ornamentikát, amely a későbbiekben Egyiptom jellemzője lett, náluk volt először megtalálható az állatkultusz, amely a 
későbbiekben Egyiptom szerte egészen a Ptolemaioszok koráig fennmaradt, majd élő hagyományként egészen a keresztény-bizánci korig. 
E kultúra tagjainak már háziasított állatai közé tartozott a kutya, kecske, tehén, juh, vadászott állataik között volt az oroszlán, sakál, krokodil és a víziló is. 
A badari kultúrában már megjelentek azok a hajítófegyverek, különböző bumerángok, melyek használatban voltak még az Újbirodalom korában is. A badari bumerángot a világ legrégebbi ilyen ismert fegyvereként jegyzik.
E déli területek törzsszövetségeinek megerősődésének alapja a keleti sivatag és a nyersanyag lelőhelyekhez vezető útvonalak (vádik) birtoklása volt. A terület kedvező fekvése miatt a későbbiekben a többi közül a következő 3 település volt az amely kiemelkedett: Nagada, Abüdosz és Hierakónpolisz.
Az egyiptomi kultúrák következő lépcsőfokának tekinthető taszai (kb. i. e. 3500-ig), majd a Nagada I. és II. sőt ezekhez számolható a dinasztikus időkbe nyúló Nagada III-nak nevezett is.

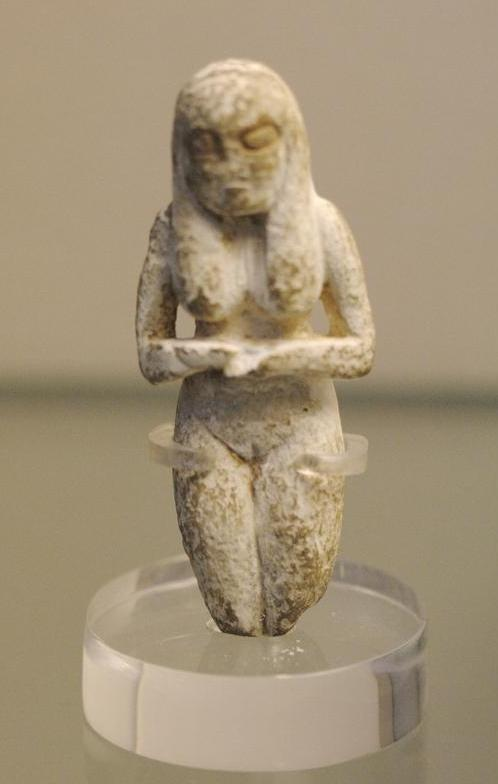
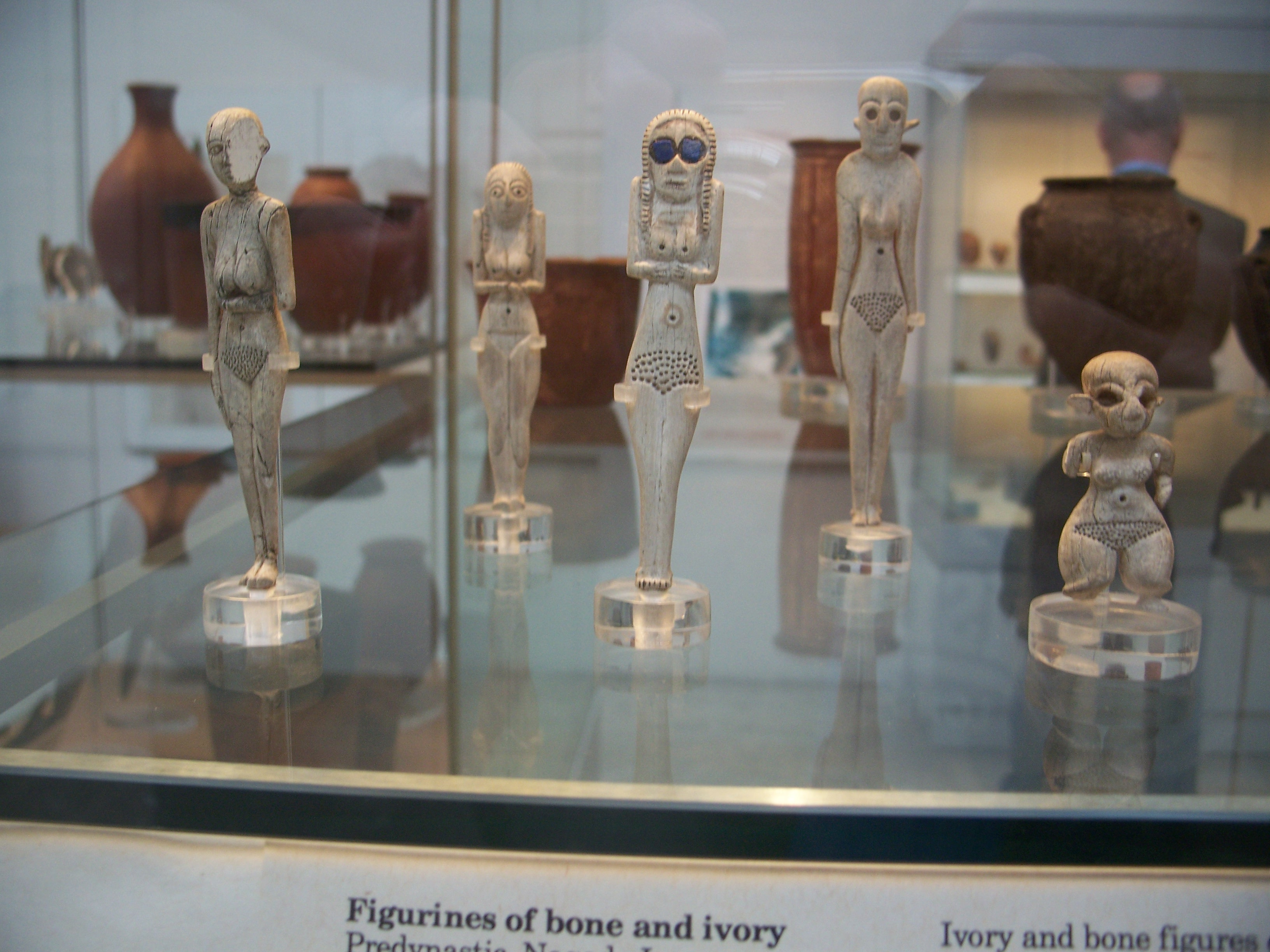
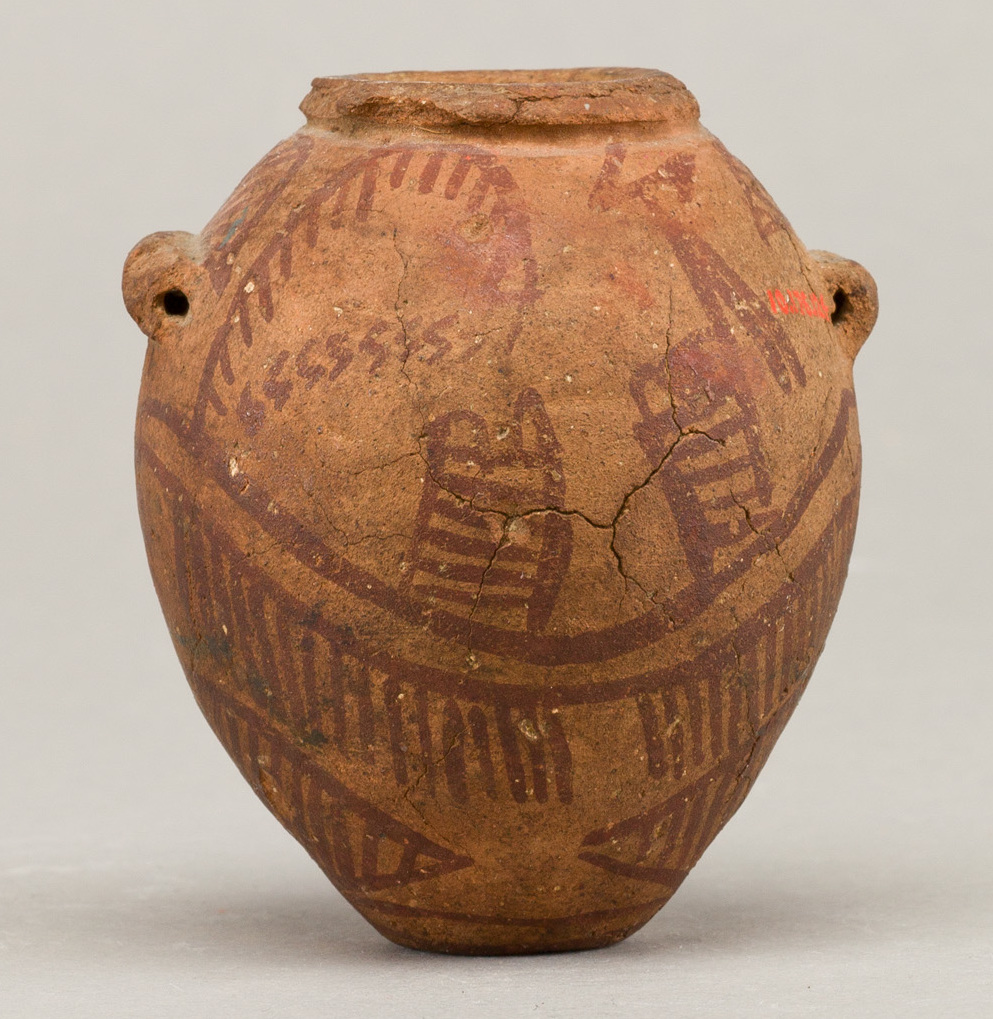
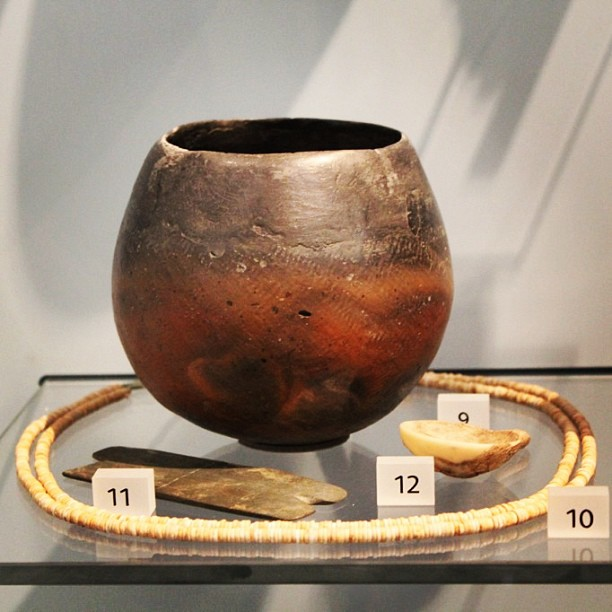
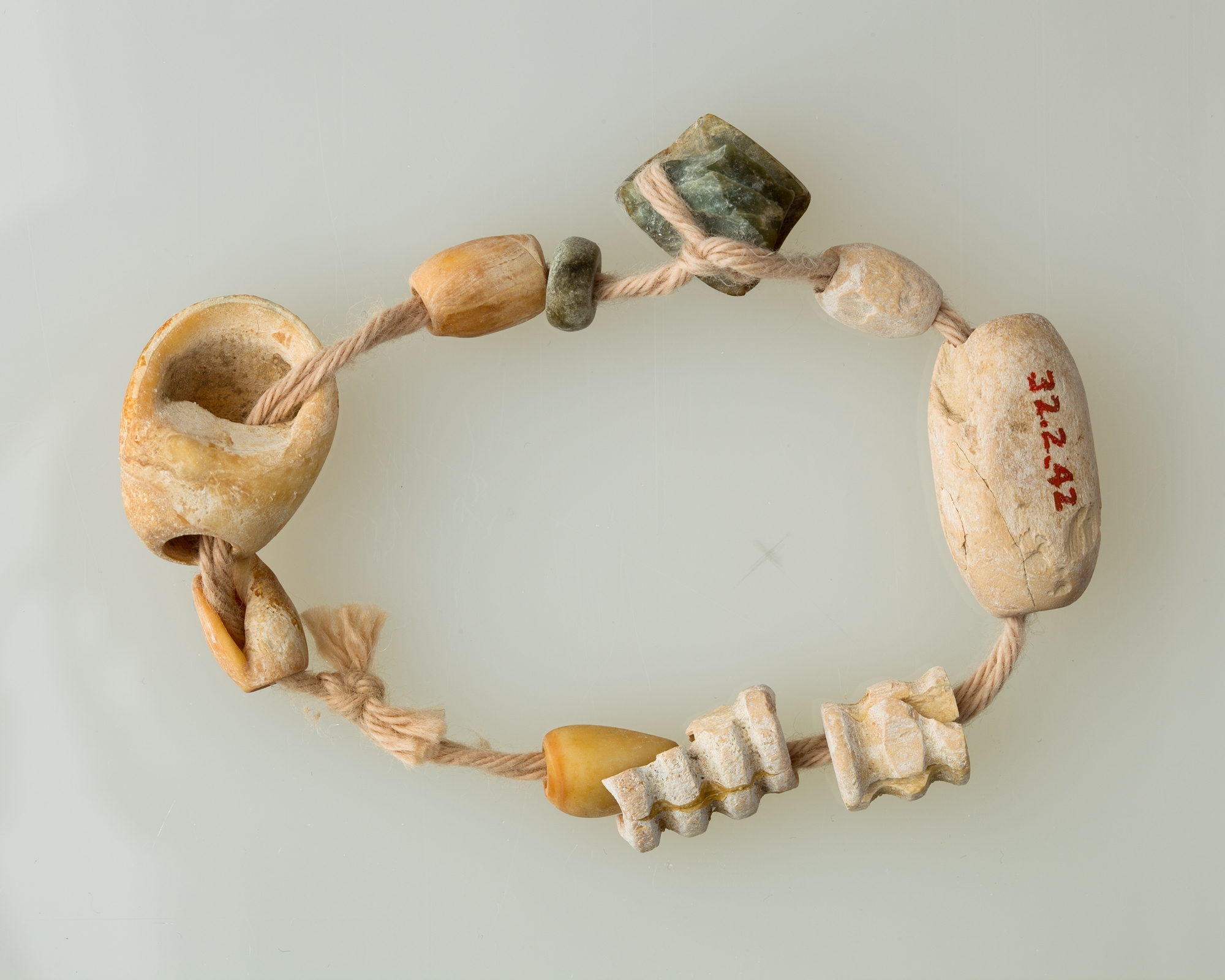
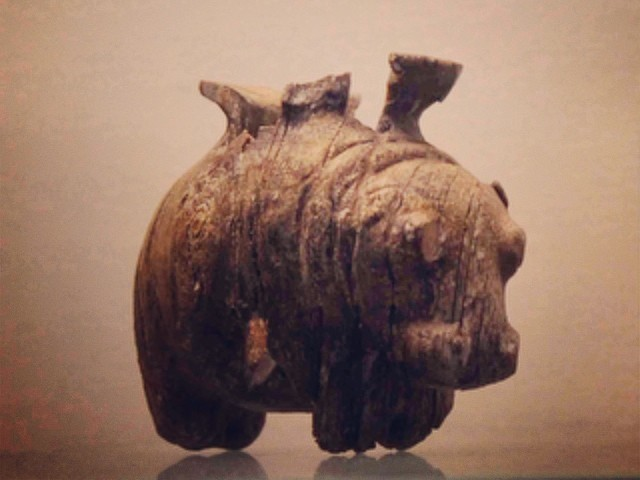